# Баландино
Бала́ндино (рос. Баландино) — село у складі Асекеєвського району Оренбурзької області, Росія.

## Населення
Населення — 523 особи (2010; 645 у 2002).
Національний склад (станом на 2002 рік):
- росіяни — 74 %